# Crosey-le-Grand
Crosey-le-Grand település Franciaországban, Doubs megyében. Lakosainak száma 148 fő (2022. január 1.). Crosey-le-Grand Orve, Vellevans, Anteuil, Chazot és Pays-de-Clerval községekkel határos.

## Népesség
A település népességének változása:
| Lakosok száma | 165  | 181  | 150  | 175  | 165  | 156  | 152  | 150  | 148  | 148  |
|               | 1968 | 1982 | 1990 | 2006 | 2013 | 2015 | 2017 | 2019 | 2020 | 2022 |